# Besleria compta
Besleria compta är en tvåhjärtbladig växtart som beskrevs av Conrad Vernon Morton. Besleria compta ingår i släktet Besleria och familjen Gesneriaceae. Inga underarter finns listade i Catalogue of Life.